# ادموند کین

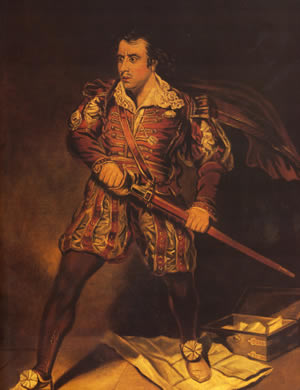
ادموند کین ۱۸۱۶

ادموند کین (به انگلیسی: Edmund Kean) متولد ۴ نوامبر ۱۷۸۷ یک بازیگر انگلیسی است که در زمان خود به عنوان بزرگترین تا به حال در نظر گرفته شده و در تاریخ ۱۵ مه ۱۸۳۳ چشم از دنیا فروبست.

## دوران کودکی
کین در وستمینیستر لندن متولد شد. پدر او یک کارمند معماری ساده، و مادر او یک بازیگر بود.
اولین حضور او در صحنه در سن ۴ سالگی در باله ژان ژرژ بود. به عنوان یک کودک، چالاکی، هوش و ذکاوتش او را به چهره محبوب جهانی تبدیل کرد.
در ۱۴ سالگی او به مدت ۲۱ شب در تئاتر نیویورک در نقش‌هایی چون هملت، هیستینگز و کاتو به روی صحنه رفت.

## زندگی خصوصی
شیوه زندگی کین مانعی برای زندگی حرفه‌ای او شد. او در سوئیس، با شارلوت کاکس ملاقات کرد. کین از کاکس برای زنا در بازگشت خود در انگلستان شکایت کرد. این تصمیم باعث شد سرانجام کاکس در ۱۷ ژانویه سال ۱۸۲۵ باعث کین را ترک کند و باعث آسیب جدی به روحیه و زندگی حرفه‌ای او شد.